# Élections municipales de 2023 à Madrid
Les élections municipales de 2023 à Madrid (en espagnol : elecciones municipales de 2023 en Madrid) se tiennent le dimanche 28 mai 2023, afin d'élire les 57 conseillers municipaux de Madrid pour un mandat de quatre ans.

## Contexte
À la suite des élections municipales du 26 mai 2019, le Parti populaire (PP) conclut un accord de coalition avec Ciudadanos (Cs) et de soutien sans participation avec Vox. Le candidat du PP, José Luis Martínez-Almeida, est élu maire de Madrid le 15 juin — nommant la candidate de Cs, Begoña Villacís, vice-maire — et provoque l'alternance au détriment de la maire sortante et candidate à sa réélection, Manuela Carmena.

## Mode de scrutin

### Conditions de candidature
Peuvent présenter des candidatures, : 
- les partis et fédérations de partis inscrits auprès des autorités ;
- les coalitions de partis et/ou fédérations inscrites auprès de la commission électorale au plus tard dix jours après la convocation du scrutin ;
- et les électeurs de la commune, s'ils représentent au moins 8 000 parrainages.

### Répartition des sièges
Le nombre de conseillers municipaux est établi en fonction de la population de la commune. Les communes de plus de 100 001 habitants comptent 25 conseillers et un conseiller supplémentaire pour 100 000 habitants ou fraction, ainsi qu'un conseiller supplémentaire si le total de conseillers municipaux constitue un nombre pair. Madrid comptant officiellement 3 280 782 habitants recensés à la fin de l'année 2022, elle dispose de 57 conseillers municipaux.
Seules les listes ayant recueilli au moins 5 % des suffrages valides — qui constitue le total des suffrages exprimés et des bulletins blancs — peuvent participer à la répartition des sièges à pourvoir dans cette même circonscription, qui s'organise en suivant différentes étapes : 
- les listes sont classées en une colonne par ordre décroissant du nombre de suffrages obtenus ;
- les suffrages de chaque liste sont divisés par 1, 2, 3... jusqu'au nombre de députés à élire afin de former un tableau ;
- les mandats sont attribués selon l'ordre décroissant des quotients ainsi obtenus[7],[8],[9].

### Élection du maire
Le maire est élu par le conseil municipal, parmi les conseillers municipaux ayant occupé la première place de leurs listes respectives. Est élu maire celui qui recueille le soutien de la majorité absolue des conseillers. Si aucun candidat n'atteint cette majorité, le conseiller municipal ayant occupé la première place de la liste qui a recueilli le plus grand nombre de suffrages est proclamé maire.

## Campagne

### Principales listes
| Force politique | Force politique                                                          | Force politique | Idéologie                                                                       | Tête de liste                             | Résultats en 2019       |
| --------------- | ------------------------------------------------------------------------ | --------------- | ------------------------------------------------------------------------------- | ----------------------------------------- | ----------------------- |
|                 | Más Madrid (fr) Plus de Madrid                                           | MM              | Gauche Progressisme, écologisme, féminisme                                      | Rita Maestre                              | 31,0 % des voix 19 élus |
|                 | Parti populaire (es) Partido Popular                                     | PP              | Centre droit à droite Libéral-conservatisme, démocratie chrétienne, unionisme   | José Luis Martínez-Almeida (Maire)        | 24,3 % des voix 15 élus |
|                 | Ciudadanos (fr) Citoyens                                                 | Cs              | Centre droit à droite Libéralisme, réformisme, unionisme                        | Begoña Villacís (Vice-maire)              | 19,2 % des voix 11 élus |
|                 | Parti socialiste ouvrier espagnol (es) Partido Socialista Obrero Español | PSOE            | Centre gauche Social-démocratie, progressisme                                   | Reyes Maroto (Ex-ministre de l'Industrie) | 13,8 % des voix 8 élus  |
|                 | Vox                                                                      | Vox             | Droite radicale à extrême droite Néo-franquisme, centralisme, ultranationalisme | Javier Ortega Smith                       | 7,7 % des voix 4 élus   |
|                 | Podemos-IU-AV                                                            | Podemos-IU-AV   | Gauche Socialisme démocratique, populisme                                       | Roberto Sotomayor                         | 2,6 % des voix 0 élu    |

## Résultats
|                        |                                                         |           |       |               |        |               |  |  |  |  |  |  |  |  |
| Parti                  | Parti                                                   | Voix      | %     | +/-           | Sièges | +/-           |  |  |  |  |  |  |  |  |
|                        | Parti populaire (PP)                                    | 729 304   | 44,49 | 20,24         | 29     | 14            |  |  |  |  |  |  |  |  |
|                        | Más Madrid (MM)                                         | 313 712   | 19,14 | 11,85         | 12     | 7             |  |  |  |  |  |  |  |  |
|                        | Parti socialiste ouvrier espagnol (PSOE)                | 274 786   | 16,76 | 3,01          | 11     | 3             |  |  |  |  |  |  |  |  |
|                        | Vox                                                     | 148 994   | 9,09  | 1,42          | 5      | 1             |  |  |  |  |  |  |  |  |
|                        | Podemos-Izquierda Unida-Alianza Verde (Podemos-IU-AV)   | 80 219    | 4,89  | 2,26          | 0      | en stagnation |  |  |  |  |  |  |  |  |
|                        | Ciudadanos (Cs)                                         | 47 429    | 2,89  | 16,28         | 0      | 11            |  |  |  |  |  |  |  |  |
|                        | Parti animaliste contre la maltraitance animale (PACMA) | 8 530     | 0,52  | en stagnation | 0      | en stagnation |  |  |  |  |  |  |  |  |
|                        | Professionnels pour Madrid-Récupérer Madrid (Pro.)      | 6 442     | 0,39  | Nv.           | 0      | en stagnation |  |  |  |  |  |  |  |  |
|                        | Pour un monde + juste (PUM+J)                           | 2 647     | 0,16  | 0,02          | 0      | en stagnation |  |  |  |  |  |  |  |  |
|                        | Sièges en blanc (EB)                                    | 2 496     | 0,15  | en stagnation | 0      | en stagnation |  |  |  |  |  |  |  |  |
|                        | Parti féministe d'Espagne (PFE)                         | 2 069     | 0,13  | Nv.           | 0      | en stagnation |  |  |  |  |  |  |  |  |
|                        | Troisième âge en action (3E)                            | 1 632     | 0,10  | Nv.           | 0      | en stagnation |  |  |  |  |  |  |  |  |
|                        | Parti du Cannabis-Lumière verte (PC-LV)                 | 1 436     | 0,09  | Nv.           | 0      | en stagnation |  |  |  |  |  |  |  |  |
|                        | Parti communiste des travailleurs espagnols (PCTE)      | 1 140     | 0,07  | en stagnation | 0      | en stagnation |  |  |  |  |  |  |  |  |
|                        | Phalange espagnole (FE-JONS)                            | 970       | 0,06  | en stagnation | 0      | en stagnation |  |  |  |  |  |  |  |  |
|                        | Parti humaniste (PH)                                    | 815       | 0,05  | 0,01          | 0      | en stagnation |  |  |  |  |  |  |  |  |
|                        | Parti communiste des peuples d'Espagne (PCPE)           | 742       | 0,04  | 0,02          | 0      | en stagnation |  |  |  |  |  |  |  |  |
|                        | Parti castillan-Terre du peuple (PCAS-TC)               | 733       | 0,04  | en stagnation | 0      | en stagnation |  |  |  |  |  |  |  |  |
|                        | Coalition Madrid capitale (CMC)                         | 396       | 0,02  | Nv.           | 0      | en stagnation |  |  |  |  |  |  |  |  |
|                        | Union pour Leganés (ULEG)                               | 335       | 0,02  | en stagnation | 0      | en stagnation |  |  |  |  |  |  |  |  |
|                        | Progrès des villes (PdC)                                | 307       | 0,02  | Nv.           | 0      | en stagnation |  |  |  |  |  |  |  |  |
|                        | Vote blanc                                              | 14 093    | 0,86  | 0,43          |        |               |  |  |  |  |  |  |  |  |
|                        |                                                         |           |       |               |        |               |  |  |  |  |  |  |  |  |
| Suffrages exprimés     | Suffrages exprimés                                      | 1 639 227 | 99,25 |               |        |               |  |  |  |  |  |  |  |  |
| Votes nuls             | Votes nuls                                              | 12 333    | 0,75  |               |        |               |  |  |  |  |  |  |  |  |
| Total                  | Total                                                   | 1 651 560 | 100   | -             | 57     | en stagnation |  |  |  |  |  |  |  |  |
| Abstention             | Abstention                                              | 734 733   | 30,79 |               |        |               |  |  |  |  |  |  |  |  |
| Inscrits/Participation | Inscrits/Participation                                  | 2 386 293 | 69,21 |               |        |               |  |  |  |  |  |  |  |  |